# Common Development and Distribution License
Common Development and Distribution License (CDDL) är en fri programvarulicens skapad av Sun Microsystems och baserad på Mozilla Public License (MPL) 1.1. CDDL godkändes av Open Source Initiative i mitten av januari 2005. CDDL har praktiskt taget ersatt Suns gamla licens Sun Public License (SPL), som även den bygger på MPL. Ofta ses CDDL som version 2 av SPL.
Filer som distribueras under CDDL kan distribueras tillsammans med andra filer, vare sig de står för öppen källkod eller om de är privatägda. Free Software Foundation anser att CDDL är inkompatibel med GPL. Anledningen är vissa invecklade paragrafer som CDDL har "ärvt" från MPL.

## Kontroverser
Trots att Debian-projektet accepterar CDDL som en "fri" licens som följer deras riktlinjer för fri programvara har vissa Debian-användare problem med CDDL.

## Produkter utgivna under CDDL
- OpenSolaris (inkl. ZTrace och ZFS)
- NetBeans
- GlassFish
- JWSDP
- Project DReaM